# Ổn áp
Ổn áp là hệ thống điện được thiết kế để tự động duy trì việc cấp ra một mức điện áp ra ổn định.
Thuật ngữ Ổn áp áp dụng cho cả dòng một chiều DC và dòng xoay chiều AC, và có mặt trong 3 lĩnh vực khác nhau: kỹ thuật điện tử, cung cấp điện năng và sản xuất điện năng. Để cấp ra điện áp ổn định hệ thống thực hiện điều chỉnh điện áp tự động bằng phản hồi âm: điện áp ra được so với điện áp mẫu, lượng chênh lệch đưa đến khối điều chỉnh tăng hay giảm nguồn năng lượng cấp ra tải để điện áp trở về giá trị phù hợp.

## Phân loại
1. Trong điện tử học Ổn áp là một loại mạch cung cấp nguồn ổn định công suất nhỏ, và thường là dòng một chiều. Một số sơ đồ đã chuẩn hóa được sản xuất ở dạng mạch tích hợp thương phẩm.
2. Trong cấp điện năng từ điện lưới, các ổn áp được chế tạo là thiết bị điện, thực hiện chỉnh điện áp cấp ra theo nguyên lý biến áp tự ngẫu tự điều chỉnh, với bộ phận điều chỉnh dạng cơ (con trượt) hoặc điện tử. Các thiết bị này có công suất từ vài W đến vài kW. Nhiều thiết bị này đã lỗi thời, do các thiết bị điện tiêu dùng hiện nay đã chuyển sang dạng dùng điện vô cấp vô tần số, và điện lưới thì ổn định hơn.
3. Trong sản xuất điện năng từ nguồn cơ năng thì điện áp phát được giữ ổn định nhờ phản hồi âm, thường được thực thi bằng cơ cấu cơ khí. Ví dụ như điều chỉnh "bướm ga" trong các máy phát điện chạy xăng dầu. Tại các nhà máy nhiệt điện thì điều chỉnh van cấp hơi nước cho các tua bin phát điện, còn ở nhà máy thủy điện thì điều chỉnh van cấp nước ở cửa nhận nước hoặc tháp điều áp. Trong các máy hiện đai các mạch điện tử được sử dụng để xử lý thông tin về mạch ra để nâng cao tin cậy điều khiển.

## Ổn áp điện tử
Các ổn áp điện tử cấp điện một chiều công suất nhỏ.

Điốt Zener hạn chế mức điện áp / cấp điện áp tham chiếu.
Ổn áp theo sơ đồ lặp emitter
Ổn áp có khuếch đại một chiều

Dạng đơn giản nhất với công suất cỡ mW được tạo bằng mạch có một điện trở Rb ballast (hạn chế điện áp) nối tiếp vào diode Zener DZ song song với ngõ ra. Các diode phân cực ngược và hoạt động ở miền Zener. Trong các mạch này điện áp vào Uin cao hơn điện áp ra Uout, điện áp dư thừa cắt trên Rb, còn dòng dư thừa cắt trên DZ. Để có điện áp mốc cao hơn có thể dùng vài diode đấu nối tiếp.
Trước đây khi diode Zener còn hiếm đắt, một số người ráp mạch ổn áp dùng các diode silic phân cực thuận, hoạt động nhờ hình dạng logarit của đặc tuyến V-I thuận. Mạch có điện áp cấp ra thấp, và hiệu quả ổn áp thấp.
Trong các mạch ổn áp công suất lớn hơn diode zener cấp điện áp mẫu hay điện áp tham chiếu cố định, và mạch điện tử khuếch đại một chiều thích hợp thực hiện điều chỉnh điện áp cấp ra. Khuếch đại thường có transistor công suất để cắt bỏ điện áp dư thừa với công suất phù hợp. Điều này đảm bảo tránh tác động của sự thay đổi công suất tiêu thụ thực tế và của nhiệt tỏa ra lên điện áp mẫu.
Ổn áp phản hồi hoạt động bằng cách so sánh điện áp ngõ ra thực tế với điện áp mẫu. Sự khác biệt điện áp được khuếch đại và dùng để điều khiển phần tử điều chỉnh sụt áp trên phần tử này, tạo ra mức ổn định cao hơn mạch không có khuếch đại.
Các mạch bảo vệ có thể được bố trí để tránh hư hại khi điện áp đầu vào và/hoặc dòng lối ra nằm ngoài phạm vi điều chỉnh được.

## Ổn áp Switching

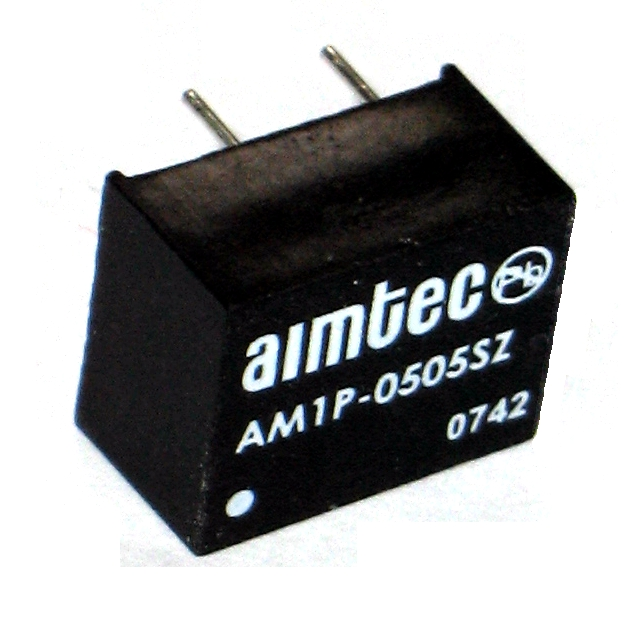
Khối biến đổi DC-DC chế sẵn 1 W hiệu AM1P-0505SZ

Ổn áp Switching là nguồn nuôi kiểu chuyển mạch, thực hiện biến đổi điện sơ cấp DC sang tần số siêu âm, sau đó thông qua biến áp và chỉnh lưu để cho ra các mức điện áp DC khác ổn định làm nguồn nuôi các mạch điện. Năng lượng điện được đưa qua các transistor đóng mở theo chế độ chuyển mạch, nên được gọi là Switching. Tần số và độ rộng kỳ mở transistor (duty cycle) được điều chỉnh thông qua phản hồi âm từ điện áp ra, để năng lượng truyền qua vừa đủ, nhằm giữ cho điện áp ra ổn định.
Do sử dụng tần số cao với biến áp lõi ferrit, đồng thời hệ thống không có phần từ thực hiện cắt bỏ năng lượng thừa thành nhiệt, nên Ổn áp Switching có hiệu suất cao, và thể tích, khối lượng cho 1 đơn vị điện năng là nhỏ. Ngày nay ổn áp Switching là mạch nguồn thống trị trong các máy điện tử, có mặt trong cái sạc điện thoại, nguồn thắp sáng đèn LED, nguồn máy tính đến các biến tần trong thiết bị điện lớn.
Thành phần chủ yếu của mạch có:
- Một mạch tạo dao động cho ra tín hiệu có thể điều chỉnh tần số và chu kỳ xung (duty cycle). Tín hiệu có tần số chính thường cỡ 10 - 100 KHz
- Tín hiệu được đưa tới điều khiển tầng công suất transistor hoạt động ở chế độ chuyển mạch, đóng mở cho nguồn sơ cấp đưa tới cuộn sơ cấp của biến áp.
- Các cuộn thứ cấp được quấn với tỷ số biến áp xác định, từ đó điện được chỉnh lưu, lọc và cấp tới lối ra (Output).
- Mức điện áp lối ra được đưa tới mạch phản hồi âm, điều chỉnh giảm chu kỳ xung và cả tần số, nếu điện áp ra cao hơn định mức.

Các thành phần phụ trợ có các phần tử cách ly nguồn lối ra (Output) với điện lưới vào (Input), mạch giám sát trạng thái các mức nguồn và mạch bảo vệ nhằm đảm bảo an toàn cho các tải tiêu thụ nếu nguồn Switching bị lỗi. Nguồn switching thiết kế mạch rất đa dạng, và có thể phân loại theo các tiêu chí khác nhau.
Phân loại theo nguồn sơ cấp thì có 3 dạng:
- Nguồn điện AC 220 V hoặc 110 V của lưới điện hoặc của máy phát điện cục bộ, được chỉnh lưu ra điện một chiều.
- Pin sạc (ắc qui), pin thường,... là nguồn điện DC có điện áp từ 3 V đến cỡ trăm V.
- Biến đổi nguồn trong máy sang mức điện áp khác để cung cấp cho nhánh mạch cục bộ của bộ máy điện tử.

Phân loại theo kiểu mạch thì có:
- Các bộ nguồn công suất nhỏ (đến vài W) thường dùng mạch phát dao động nghẹt. Phản hồi điện áp ra được đưa tới điều chỉnh thiên áp của mạch dao động. Các mạch cần cách ly thì thực hiện ghép qua photocoupler.
- Các bộ nguồn công suất trung bình thì mạch tạo dao động tách riêng với transistor khóa, và có điều khiển chính xác tần số và kỳ mở của xung.
- Các bộ nguồn công suất lớn, từ trăm W trở lên dùng đến transistor công suất lớn mắc theo sơ đồ đẩy kéo.

Mạch điều khiển Switching cho bộ nguồn công suất trung bình và lớn đã được chuẩn hóa thành IC thương phẩm. Ví dụ mạch Pulse-Width-Modulation Controller TL 494 thường sử dụng trong khối nguồn ATX của máy tính cá nhân để bàn.

## Ổn áp điều chỉnh cơ điện
Ổn áp điều chỉnh cơ điện là tên không chuẩn, đề cập các ổn áp kiểu biến áp trong việc cấp điện năng từ điện lưới.
Trong các bộ điều chỉnh cơ điện, việc điều chỉnh điện áp thực hiện bằng cách cuộn dây cảm ứng để tạo ra một nam châm điện. Từ trường được tạo ra bởi dòng điện hút một lõi sắt di chuyển được giữ lại dưới sức căng của lò xo hoặc lực hấp dẫn. Khi điện áp tăng lên, do đó, hiện tại, tăng cường từ trường được tạo ra bởi cuộn dây và kéo lõi về phía trường. Nam châm được kết nối vật lý với công tắc nguồn cơ học, mở ra khi nam châm di chuyển vào trường. Khi điện áp giảm, do đó, hiện tại, giải phóng căng thẳng lò xo hoặc trọng lượng của lõi và làm cho nó rút lại. Thao tác này sẽ đóng công tắc và cho phép nguồn lưu lượng một lần nữa.
Nếu thiết kế điều chỉnh cơ học nhạy cảm với dao động điện áp nhỏ, chuyển động của lõi solenoid có thể được sử dụng để di chuyển công tắc chọn qua một loạt các điện trở hoặc cuộn dây biến áp để dần dần đẩy điện áp đầu ra lên hoặc xuống, hoặc xoay vị trí của bộ điều chỉnh AC chuyển động.
Ổn áp biến đổi điện áp dựa trên nguyên lý cảm ứng điện từ giữa 2 cuộn dây. Mạch điều khiển điều chỉnh để động cơ Servo 1 chiều di chuyển chổi than đến vị trí cho ra điện áp thích hợp. Khi mất điện chổi than tự động trở về vị trí ban đầu để không bị cộng dồn điện áp khi có điện trở lại. Chức năng này gọi là auto reset rất quan trọng trong ổn áp.
Các mẫu ổn áp hiện đại thì dùng phản hồi là mạch điện tử kiểm tra điện áp ra, từ đó tác động lên cơ cấu servo chỉnh vị trí con trượt trên biến áp tự ngẫu đến khi điện áp ra phù hợp. Các mạch bảo vệ thì thực hiện chức năng bảo vệ khi xảy ra mất điện, có điện trở lại, áp cao hay thấp vượt ngưỡng.

## Các kiểu ổn áp lỗi thời
Một số kiểu mạch ra đời trước đây phục vụ việc cấp điện năng ổn định từ điện lưới, nhưng nay không dùng nữa.
Ổn áp sắt từ

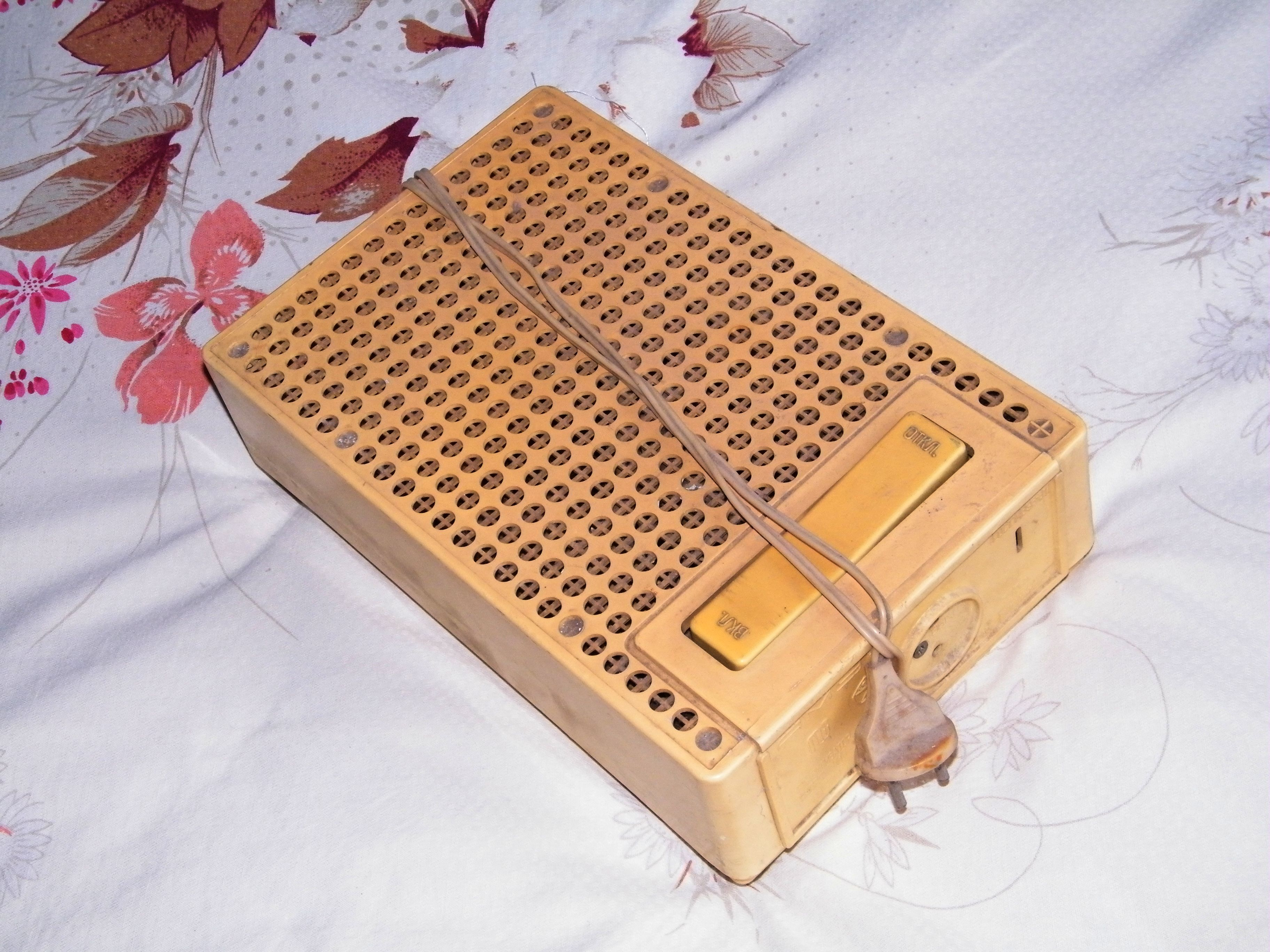
Ổn áp sắt từ cộng hưởng của Liên Xô, từng bán nhiều ở Việt Nam hồi 1980

Ổn áp sắt từ là loại ổn áp điện xoay chiều hoạt động dựa trên nguyên lý biến áp với lõi sắt từ. Chúng thường gồm một cuộn dây ballast nối tiếp vào biến áp sắt từ bão hòa, dẫn đến lối ra có điện áp xác định. Chúng được chế tạo thành thiết bị điện, với công suất vài chục đến vài trăm watt, làm việc với tần số định trước, 50 hoặc 60 Hz.
- Loại đơn giản là "Ổn áp sắt từ không tụ điện", cho ra điện áp ra bị nhiễu méo dạng.
- Loại có lắp tụ điện C phù hợp, cỡ vài chục μF, tạo ra mạch cộng hưởng LC, cho ra điện áp có dạng sin hơn.[8]
- Loại có lắp tụ điện C và có mạch điện tử dùng triac điều khiển dòng năng lượng vào phù hợp với điện áp ra.